# Lepisorus sublinearis
Lepisorus sublinearis là một loài thực vật có mạch trong họ Polypodiaceae. Loài này được (Baker ex Takeda) Ching miêu tả khoa học đầu tiên năm 1933.